# Ancienne Belgique (Bruxelles)
Ancienne Belgique (AB) este un ansamblu alcătuit din două săli de concerte (Sala principală și Clubul), situat pe Bulevardul Anspach nr.110, în centrul orașului Bruxelles din Belgia. Clădirea găzduiește concerte ale unor formații muzicale cu stiluri variate. Ancienne Belgique (în română Vechea Belgie) este patronată de Ancienne Belgique, o instituție culturală a Comunității flamande.
Lucrări importante de renovare au început în 1993, iar clădirea a fost redeschisă în 1996, dedicată între altele concertelor pop-rock și cu prețuri de intrare care au rămas accesibile majorității tinerilor. În perioada renovării, concertele organizate de Ancienne Belgique s-au desfășurat la Luna, sala mare a Teatrului Kaai.

## Istoric
Clădirea, construită în 1857, a fost încă de la început o sală de spectacole, dar ea a devenit populară în viața de noapte a orașului Bruxelles după 1931, când a fost cumpărată de investitorul Georges Mathonet din Liège. Și în alte orașe, precum Gent, Liège sau Anvers, au funcționat în acea perioadă săli Ancienne Belgique, deținute toate de aceeași familie Mathonet. Teatrele din Anvers și Gent erau denumite oficial în neerlandeză „Oud België”, dar denumirea franceză era intens folosită.
La începutul anilor 1970, într-o perioadă de tulburări financiare, afacerea lui Georges Mathonet a dat faliment, iar sala a trebuit închisă. În 1977, sala a fost cumpărată de Ministerul de Finanțe împreună cu Grădina Botanică. Scopul era ca atât comunitatea lingvistică neerlandofonă, cât și cea francofonă din Belgia, să dețină câte o casă de cultură în capitală. Clădirea a fost revândută Comunității Culturale Neerlandofone, iar aceasta a redeschis-o la începutul anilor 1980. Dată fiind starea avansată de degradare a clădirii, ea a fost complet renovată înainte de reinaugurare.
Deoarece nu toate problemele au fost rezolvate, spre exemplu izolarea fonică, a fost nevoie de o a doua renovare. Din acest motiv, clădirea a fost practic reconstruită în întregime în 1992, iar construcțiile anexă din vecinătate au fost integrate în complex. Intrarea a fost mutată din strada Rue Des Pierres / Steenstraat pe Bulevardul Anspach, iar deasupra foaierului a fost realizată o nouă sală. Redeschiderea a avut loc în decembrie 1996.
Astăzi, sala principală este folosită pentru concerte ale artiștilor și grupurilor locale și internaționale. În total, circa 300.000 de persoane participă anual la concerte în Ancienne Belgique.

## Sălile
Ancienne Belgique este compusă în principiu din două săli: „Zaal” (în română Sala), care este sala principală, și „Club” (în română Clubul). Sala mare are o capacitate de 2.000 de locuri, din care 1.816 în picioare și 184 pe scaune. În funcție de spectacolele desfășurate aici, ea poate fi transformată în alte patru configurații:
- AB Theater. În această configurație sala are 750 de locuri pe scaune;
- AB Flex, cu o configurație mixtă, 430 de locuri pe scaune și 820 de locuri în picioare;
- AB Box, cu 900 de locuri în picioare;
- AB Ballroom, cu 1.350 de locuri pe scaune;

Clubul, cu o capacitate de 280 de persoane, este destinat spectacolelor cu artiști locali sau internaționali mai puțin cunoscuți, dar pe cale de afirmare.
Într-o clădire alăturată, situată pe strada Rue Des Pierres / Steenstraat nr. 23 se găsește și Huis 23 (în română Casa 23), un ansamblu cu două încăperi care organizează sesiuni de lectură, audiții, dezbateri, proiecții de filme, ateliere și sesiuni acustice.

## Concerte notabile
În ianuarie 1955, Jacques Brel s-a alăturat timp de o săptămână spectacolelor pionierului pop și de varietăți belgian Bobbejaan Schoepen.
Suicide au concertat la Ancienne Belgique pe 16 iunie 1978. Audiența a fost ostilă, dorind să urmărească reprezentația artistului principal, Elvis Costello, iar membrii Suicide au provocat suplimentar publicul în timpul concertului lor. Înregistrarea spectacolului, în care se pot auzi numeroase replici confruntaționale, a fost pusă în vânzare cu titlul 23 Minutes Over Brussels.
Pe 11 iunie 1982, The Cure au cântat la Ancienne Belgique într-un concert care s-a terminat printr-o bătaie pe scenă între membrii trupei. Trupa s-a despărțit imediat după acea seară, dar s-a reunit câteva luni mai târziu.
Festivalul Domino, care s-a desfășurat din 1999 și până în 2011, a avut ca invitați mai mulți artiști underground care ulterior au devenit cunoscuți.

## Înregistrări
- Pe 11 mai 1997, grupul francez Indochine a înregistrat la AB albumul Indo Live;
- În 1999, Iggy Pop a susținut un concert care a fost înregistrat pe DVD sub titlul Live at the Avenue B și inclus în antologia A Million In Prizes, lansată în 2005;
- În 2000, grupul cult german Einstürzende Neubauten a înregistrat un album live intitulat sobru, 9-15-2000, Brussels;
- În 2000, trupa britanică Oasis a susținut un concert notabil, care a fost înregistrat și difuzat ulterior de MTV;
- Pe 11 martie 2001, Rachid Taha a înregistrat la AB primul său album cu public, intitulat Rachid Taha Live;
- În 2003, formația anglo-pakistaneză Asian Dub Foundation a înregistrat albumul live Keep Banging On The Walls;
- În 2004, grupul The Hives a înregistrat DVD-ul Tussels In Brussels;
- Kings of Leon au lansat un EP ediție limitată în 2004, Day Old Belgian Blues, care a fost înregistrat la AB Box;
- În 2006, grupul francez de nu metal AqME a înregistrat și el un album la AB;
- Irlandeza Róisín Murphy a înregistrat CD-ul Live at Ancienne Belgique 19.11.07;
- Sttellla au înregistrat și ei un concert, lansat în 2008 sub numele de AB Rose (trimitere la albumul Abbey Road al formației Beatles);
- În ianuarie 2010, grupul metal belgian Channel Zero a cântat la AB timp de o săptămână, pentru a celebra reunirea formației. Concertele au fost înregistrate pe un CD/DVD intitulat Live at the Ancienne Belgique;
- Yeasayer au lansat albumul Live At Ancienne Belgique, pe baza unui concert înregistrat la AB pe 28 octombrie 2010;
- Calexico au lansat două albume live înregistrate la Ancienne Belgique în 2008 și 2012;
- Monster Magnet au inclus două piese din concertul lor la AB din 2014 pe albumul de studio Milking the Stars: A Re-Imagining of Last Patrol. Cele două piese sunt „Last Patrol” și „Three Kingfishers”;

## Evenimente
Printre artiștii și formațiile care au cântat sau urmează să o facă pe scena Ancienne Belgique se numără:
| 2019 - Lisa Stansfield (4 noiembrie 2019) - The Sisters Of Mercy (23 septembrie 2019) - Garbage (17 iunie 2019) - Die Ärzte (31 mai 2019) - Alice in Chains (30 mai 2019) - Alan Parsons Live Project (2 mai 2019) - Tokio Hotel (1 mai 2019) - Enter Shikari (17 aprilie 2019) - Amy Macdonald (24 martie 2019) - Martin Solveig (19 martie 2019) - Neneh Cherry (2 martie 2019) - Mastodon (9 februarie 2019) - Behemoth + At the Gates (3 februarie 2019) |

| 2018 - Lily Allen (5 decembrie 2018) - Kreator + Dimmu Borgir + Hatebreed (4 decembrie 2018) - Powerwolf + Amaranthe (28 octombrie 2018) - Pink Martini (31 mai 2018) - Heaven Shall Burn + August Burns Red + Whitechapel (18 martie 2018) - Clouseau (4 martie 2018) |

| 2017 - Stone Sour (22 noiembrie 2017) - Mastodon (15 noiembrie 2017) - Mogwai (20 octombrie 2017) - Weezer (18 octombrie 2017) - Beth Ditto (13 octombrie 2017) - Machine Gun Kelly (2 octombrie 2017) |

## Acces
În vecinătatea Ancienne Belgique există stații ale MIVB-STIB, compania de transport public din Bruxelles:
- Stația de metrou De Brouckère;
- Stația de premetrou Bourse / Beurs;
- Stația de autobuz De Brouckère;